# Sarrola-Carcopino
Sarrola-Carcopino é uma comuna francesa na região administrativa de Córsega, no departamento de Córsega do Sul. Estende-se por uma área de 27,01 km². 